# Johann Christian Gartz
Johann Christian Gartz (auch Johann Christian Georg Gartz oder J. C. Gartz; * 1. Juni 1792 in Magdeburg; † 16. Februar 1864 in Halle (Saale)) war ein deutscher Mathematiker und Hochschullehrer.

## Leben
Gartz Ausbildung ist weitgehend unbekannt. Er studierte Mathematik und wurde zum Dr. phil. promoviert. 1823 habilitierte er sich an der Universität Halle, an der er kurzzeitig als Privatdozent lehrte, bevor er 1824 eine Stelle als außerordentlicher Professor der Mathematik erhielt. In Halle lehrte er bis zu seinem Tod. 
Gartz galt als Einzelgänger und Sonderling. Neben seinen Monographien veröffentlichte er einige Artikel in der Allgemeinen Encyclopädie der Wissenschaften und Künste, beispielsweise zu Christoph Euler und Esprit Pezenas. Seine wissenschaftlichen Leistungen sollen aber hinter den anfänglichen Erwartungen zurückgeblieben sein.
Gartz hinterließ der Universitätsbibliothek Halle nach seinem Tod seine Bibliothek, die mehrere wertvolle alte Schriften enthielt.

## Werke (Auswahl)
- Allgemeine Grössenlehre, vornämlich die Lehre von den Verhältnissen und Proportionen, Gerlach, Halle 1820.
- De Interpretibus Et Explanatoribus Euclidis Arabicis Schediasma Historicum, Anton, Halle 1823.